# Схема звезды
Схема «звезды», схема звёздного соединения, звездоподобная схема, звёздная схема (от англ. star schema) — специальная организация реляционных таблиц, удобная для хранения многомерных показателей. Лежит в основе реляционного OLAP.
Модель данных состоит из двух типов таблиц: одной таблицы фактов (fact table) — центр «звезды» — и нескольких таблиц измерений (dimension table) по числу измерений в модели данных — лучи «звезды».
Таблица фактов обычно содержит одну или несколько колонок типа DECIMAL, дающих числовую характеристику какому-то аспекту предметной области (например, объём продаж для торговой компании или сумма платежей для банка), и несколько целочисленных колонок-ключей для доступа к таблицам измерений. В таблицы фактов данные должны оперативно записываться в случае изменений.
Таблицы измерений расшифровывают ключи, на которые ссылается таблица фактов; например, таблица «products» измерения «товары» базы данных торговой компании может содержать сведения о названии товара, его производителе, типе товара. За счёт использования специальной структуры таблицы измерений реализуется иерархия измерений, в том числе ветвящаяся.
Обычно данные в таблицах-измерениях денормализованы: ценой несколько неэффективного использования дискового пространства удается уменьшить число участвующих в операции соединения таблиц, что обычно приводит к сильному уменьшению времени выполнения запроса. Иногда, тем не менее, требуется произвести нормализацию таблиц-измерений; такая схема носит название «снежинка» (snowflake schema).
SQL-запрос к схеме «звезда» обычно содержит в себе:
- одно или несколько соединений таблицы фактов с таблицами измерений;
- несколько фильтров (SQL-оператор WHERE), применяемых к таблице фактов или таблицам измерений;
- группировку и агрегирование по требуемым элементам иерархии измерений (dimension elements).

Например:
```
 
SELECT

  
d_product
.
brand
,

  
d_store
.
country_iso_id
,

  
SUM
 
(
f_sales
.
units_sold
)
 
AS
 
summa

 
FROM

  
f_sales
,
 
d_time
,
 
d_store
,
 
d_product

 
WHERE

  
f_sales
.
date_id
 
=
 
d_time
.
date_id
  
AND

  
f_sales
.
store_id
 
=
 
d_store
.
store_id
 
AND

  
f_sales
.
product_id
 
=
 
d_product
.
product_id
 
AND

  
d_time
.
year_id
 
=
 
1997
  
AND

  
d_product
.
category_id
 
=
 
"tv"

 
GROUP
 
BY

  
d_product
.
brand
,
  
d_store
.
country_iso_id

```